# Лунд (Невада)
Лунд (англ. Lund) — переписна місцевість (CDP) в США, в окрузі Вайт-Пайн штату Невада. Населення — 211 особа (2020).

## Географія
Лунд розташований за координатами 38°51′55″ пн. ш. 115°0′33″ зх. д. / 38.86528° пн. ш. 115.00917° зх. д. (38.865386, -115.009103).  За даними Бюро перепису населення США в 2010 році переписна місцевість мала площу 4,39 км², уся площа — суходіл.

### Клімат
| Клімат : Лунд                                | Клімат : Лунд | Клімат : Лунд | Клімат : Лунд | Клімат : Лунд | Клімат : Лунд | Клімат : Лунд | Клімат : Лунд | Клімат : Лунд | Клімат : Лунд | Клімат : Лунд | Клімат : Лунд | Клімат : Лунд | Клімат : Лунд |
| Показник                                     | Січ.          | Лют.          | Бер.          | Квіт.         | Трав.         | Черв.         | Лип.          | Серп.         | Вер.          | Жовт.         | Лист.         | Груд.         | Рік           |
| Абсолютний максимум, °C                      | 20,0          | 23,9          | 27,2          | 28,3          | 34,4          | 37,2          | 40,0          | 38,3          | 35,0          | 32,2          | 25,6          | 20,6          | 40,0          |
| Середній максимум, °C                        | 6,1           | 8,4           | 12,2          | 16,3          | 21,7          | 27,4          | 31,6          | 30,5          | 26,3          | 19,8          | 11,8          | 6,8           | 18,2          |
| Середній мінімум, °C                         | −9,7          | −7,1          | −4,6          | −1,7          | 2,5           | 6,5           | 10,2          | 9,3           | 4,9           | −0,2          | −5,6          | −9,4          | −0,4          |
| Абсолютний мінімум, °C                       | −28,9         | −24,4         | −18,9         | −19,4         | −10,6         | −5            | 0,6           | 0,0           | −7,2          | −15           | −23,9         | −27,8         | −28,9         |
| Норма опадів, мм                             | 20            | 22            | 25            | 25            | 24            | 21            | 18            | 22            | 20            | 23            | 18            | 19            | 255           |
| -------------------------------------------- | ------------- | ------------- | ------------- | ------------- | ------------- | ------------- | ------------- | ------------- | ------------- | ------------- | ------------- | ------------- | ------------- |
| Джерело: The Western Regional Climate Center |               |               |               |               |               |               |               |               |               |               |               |               |               |

## Демографія
Згідно з переписом 2010 року, у переписній місцевості мешкали 282 особи в 103 домогосподарствах у складі 82 родин. Густота населення становила 64 особи/км².  Було 115 помешкань (26/км²).
Расовий склад населення:
| - 94,7 % — білих - 2,1 % — корінних американців - 0,4 % — азіатів |

До двох чи більше рас належало 2,1 %. Частка іспаномовних становила 3,2 % від усіх жителів.
За віковим діапазоном населення розподілялося таким чином: 26,6 % — особи молодші 18 років, 56,0 % — особи у віці 18—64 років, 17,4 % — особи у віці 65 років та старші. Медіана віку мешканця становила 39,0 року. На 100 осіб жіночої статі у переписній місцевості припадало 110,4 чоловіків;  на 100 жінок у віці від 18 років та старших — 102,9 чоловіків також старших 18 років.
Середній дохід на одне домашнє господарство  становив 58 507 доларів США (медіана — 64 034), а середній дохід на одну сім'ю — 58 507 доларів (медіана — 64 034). 
Цивільне працевлаштоване населення становило 40 осіб. Основні галузі зайнятості: публічна адміністрація — 100,0 %.